# New Kids on the Block: Live
New Kids on the Block: Live è il quinto tour del gruppo musicale americano New Kids on the Block. La band aveva annunciato il suo scioglimento nel 1994, ma nel 2008 i suoi membri si sono riuniti nuovamente e sono tornati al lavoro su un nuovo album, The Block, pubblicato a distanza di quattordici anni da Face the Music, del 1994. Il tour ha toccato Nord America ed alcuni Paesi dell'Europa ed è in corso dal 10 settembre 2008 sino al 19 giugno 2010. Lady Gaga si è esibita in apertura al tour in giorni selezionati.

## Esibizioni d'apertura
Lady Gaga ha eseguito alcuni suoi brani in apertura del tour.

### Tracce
1. Introduzione (Video)
2. Beautiful, Dirty, Rich
3. Pop Ate My Heart (Interlude)
4. LoveGame
5. Starstruck (feat. Space Cowboy)
6. Paparazzi
7. Space Cowboy Segue (Phantom Interlude)
8. Poker Face
9. Just Dance